# Joachim Schöne
Joachim Schöne (ur. 19 czerwca 1906 w Magdeburgu, zm. 13 lipca 1967) – niemiecki polityk i ekonomista, parlamentarzysta krajowy i europejski.

## Życiorys
Studiował ekonomię na uczelniach w Lipsku, Jenie oraz Królewcu, uzyskał doktorat. Pracował jako konsultant ekonomiczny i nauczyciel przedmiotów zawodowych na terenie Prus Zachodnich. W 1937 został członkiem Narodowosocjalistycznej Niemieckiej Partii Robotników. Podczas II wojny światowej trafił do niewoli brytyjskiej, z której wyszedł w 1946.
Po wojnie został szefem komórki ds. polityki gospodarczej w związku zawodowym w Dolnej Saksonii oraz członkiem rady nadzorczej spółki kontrolującej rynek żelaza i stali w północnych Niemczech. Przyłączył się do Socjaldemokratycznej Partii Niemiec, od 1948 do 1949 zasiadał w Radzie Ekonomicznej Bizonii (tymczasowym parlamencie). W latach 1949–1957 członek Bundestagu, a od 1952 do 1952 deputowany Zgromadzenia EWWiS, poprzednika Parlamentu Europejskiego. Od 1953 do 1957 kierował grupą roboczą ds. polityki ekonomicznej w SPD.